# Drosera elongata
Drosera elongata este o specie de plante carnivore din genul Drosera, familia Droseraceae, ordinul Caryophyllales, descrisă de Arthur Wallis Exell și Laundon.
Este endemică în Angola. Conform Catalogue of Life specia Drosera elongata nu are subspecii cunoscute.